# 维隆
維隆波蘭中部的城市，克拉科夫-琴斯托霍瓦高地鄰近城市。人口約2萬4千人。在1975年至1998年期間，在行政區劃上屬於謝拉茲省（Sieradz），但自1999年謝拉茲省與其他幾個省一同被合併為羅茲省後，維隆也跟著被劃分至羅茲省。

## 歷史

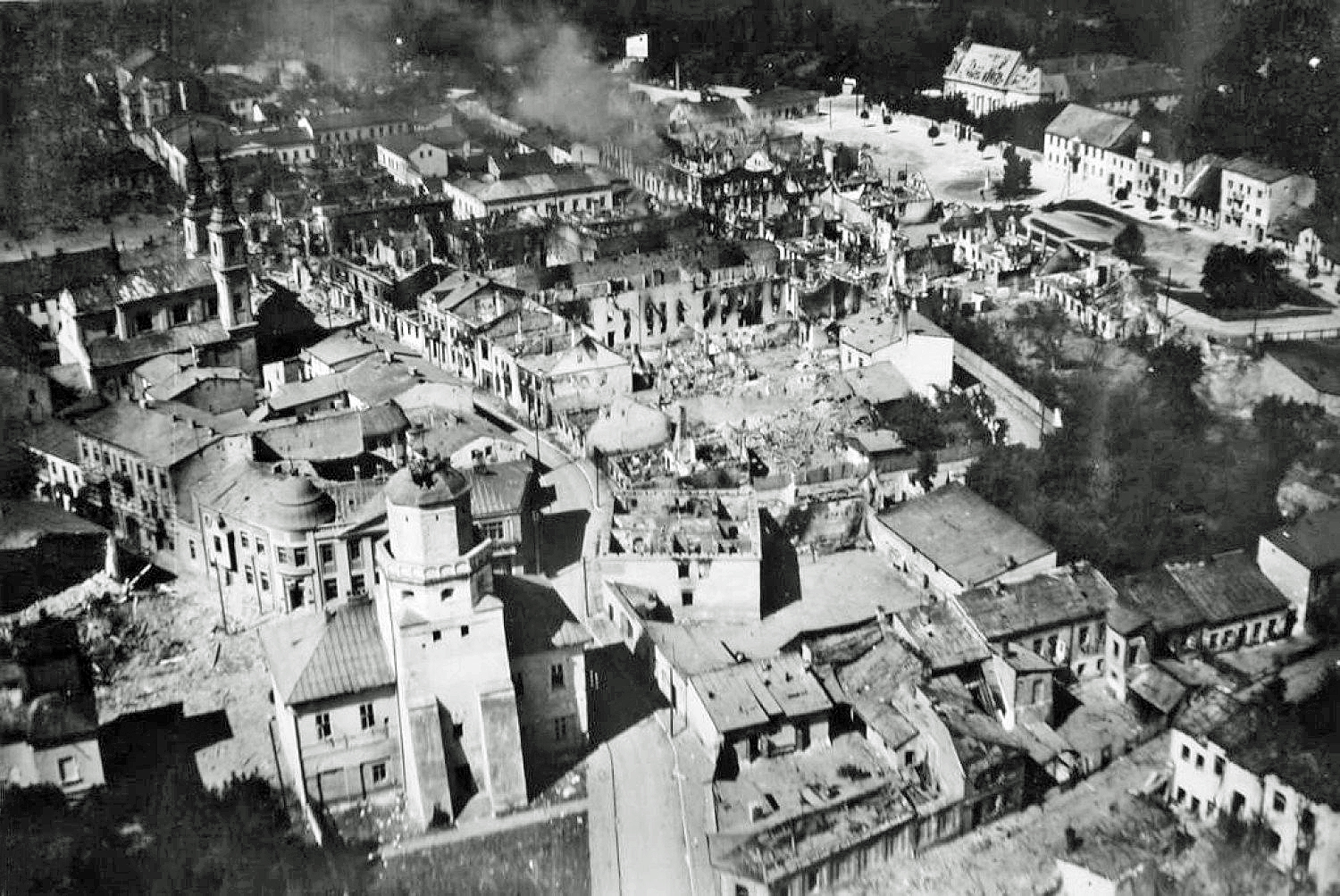
1939年9月1日遭德国空军空袭后的维隆

1939年9月1日，受到德國空軍的空襲，揭開了第二次世界大戰的序幕。德國空軍將市中心幾乎完全破壞，造成約1200人死亡，維隆市也有約75%的建物毀損。

## 外部連結
- （波兰語） 维隆的官方網頁 （页面存档备份，存于）